# Шостаківська Юлія Степанівна
Юлія Степанівна Шостаківська (31 травня 1871, Полтава — 1939) — українська акторка і танцюристка школи М. Кропивницького.
Родом з Полтави, дружина Д. Гайдамаки. На сцені з 1888 у трупі М. Старицького — як виконавиця ролей молодих дівчат, танцюристка і хористка. Далі — з 1892 по 1897 — у М. Кропивницького, Г. Деркача (1893—1894) і Д. Гайдамаки. З 1934 в Дніпропетровському Українському Драматичному Театрі ім. Т. Шевченка.
Іван Олександрович Мар'яненко, «Сцена, актори, ролі»: 
| «Публіка дуже любила Шостаківську. Вже сама поява її на сцені викликала в залі радісне хвилювання. Пригадую, в слабенькій комедії «Пилип-музика» Юлія Степанівна співала з партнершею якийсь примітивний «дует про Солоху». Співали вони маленькими, «домашніми» голосами, виходячи зі сцени за лаштунки. Але публіка, особливо молодь, примушувала їх по п'ять-шість разів повертатись на сцену і повторювати цей народний примітив. У залі завжди любувались чарівною Шостаківською. Їй дуже личило селянське вбрання, у якому вона так вільно, невимушено рухалась, особливо привертаючи увагу своєю природженою грацією в українських народних танцях. Ю. С. Шостаківська була прекрасною драматичною актрисою. Жвавих дівчат і молодиць вона грала бездоганно. Ніколи не забуду її в надзвичайно важкій ролі Олесі в п'єсі Кропивницького» |.

## Ролі
- Зінька — «Дві сім'ї»,
- Маруся — «Ой, не ходи, Грицю», «Маруся Богуславка»,
- Олеся, Домаха («Олеся», «Зайдиголова» М. Кропивницького)
- Софія («Безталанна» І. Карпенка-Карого) та ін.